# Moulédous
Moulédous település Franciaországban, Hautes-Pyrénées megyében. Lakosainak száma 212 fő (2022. január 1.). Moulédous Goudon, Bernadets-Dessus, Clarac, Gonez, Orieux, Peyraube, Peyriguère és Sinzos községekkel határos.

## Népesség
A település népességének változása:
| Lakosok száma | 202  | 206  | 216  | 211  | 213  | 212  | 214  | 215  | 212  |
|               | 2013 | 2015 | 2016 | 2017 | 2018 | 2019 | 2020 | 2021 | 2022 |